# Støttfjorden
Støttfjorden, eller Støttafjorden, er en fjord eller et farvand i Meløy kommune i Nordland fylke i Norge. Fjorden ligger på sydøst- og østsiden af øgruppen Støtt eller Støttvær og går 8,5 kilometer mod nordøst til bebyggelsen Kunna på fastlandet. Fjorden har indløb mellem Helløya i nord og Storøya i Gåsvær i syd. Øen Innerstøtt udgør store dele af vestsiden af fjorden. Der ligger også bygden Støtt som har færgeforbindelse til Ørnes på fastlandet.
I vest grænser Støttfjorden til Ternholmfjorden, mens Gåsværfjorden ligger på sydsiden af Gåsvær.